# Струго-Красненський район
Струго-Красненський райо́н (рос. Струго-Красненский район) — муніципальне утворення в Псковській області, Російська Федерація.
Адміністративний центр — смт Струги Красні. Район включає 3 муніципальних утворень.

## Географія
Площа району - 3164 км². Район межує з Порховським, Псковським, Гдовським та Плюсським районами Псковської області, а також з Новгородською областю.
Основні річки - Курея, Ситня, Люта, Пскова. Основні озера - Щирське, Чорне, Довге, Кебське, Подільське, Веленське.